# Moara roșie
Clădirea fostei mori de aburi, numită colocvial Moara roșie, este o moară de abur nefuncțională, monument de arhitectură de valoare locală amplasat pe strada cu același nume din Chișinău. Clădirea este inclusă în Registrul de monumente de istorie și cultură a municipiului Chișinău, alcătuit de Academia de Științe. A fost construită la sfârșitul sec. al XIX-lea – începutul sec. al XX-lea, în stil eclectic. Odinioară una din cele mai înalte construcții din zona istorică Colina Pușkin, făcea parte dintr-un complex industrial, dar acum a rămas singură, izolată de construcțiile aferente.

## Istoric
Moara roșie a fost una dintre primele mori cu abur ridicate în Chișinău. A fost construită în anii 1850–1860 din lemn și avea un singur etaj. Inițial, moara era construită din lemn și avea trei niveluri, iar în 1884 a fost reconstruită din piatră. După ce a fost vândută de mai multe ori, în 1889/1890 moara a trecut în proprietatea negustorului Abram Levenzon, care a instalat un ascensor și a construit un magazin alături. În 1901, al treilea nivel a fost distrus de un incendiu. Acesta a fost refăcut, împreună cu încă un etaj și o mansardă de piatră. Etajele adăugate au fost căptușite cu cărămidă roșie (rezistente la foc), de unde provine și denumirea „Moara Roșie”. Moara era dotată cu utilaj german performant, fapt ce i-a permis să funcționeze până în anii 1950. În epoca sovietică, clădirea morii a fost utilizată drept depozit.

## Descriere
Moara este o clădire masivă, în patru niveluri, ridicată pe un plan rectangular. Aripa laterală aliniată cu latura alungită străzii este mai joasă. Fațada principală a clădirii conține un rezalit central, prin care are loc intrarea, evidențiată în partea superioară a edificiului printr-un etaj de mansardă, acoperit în două pante. Parterul, construit în piatră de carieră, nu conține detalii decorative, paramentul având goluri rectangulare de ferestre și uși, buiandrugii cărora sunt alcătuiți din bolțari cu alternarea cărămizilor și pietrelor albe de carieră. Fațadele părții superioare a clădirii au un aspect pitoresc grație combinației contrastante dintre cărămida roșie și piatra albă de carieră, utilizată pentru a evidenția structura și detaliile arhitectonice. Cu piatră albă sunt marcată colțurile clădirii, ancadramentele și bolțarii ferestrelor circulare, în segment de arc și în arc în plin cintru.

## Situație curentă

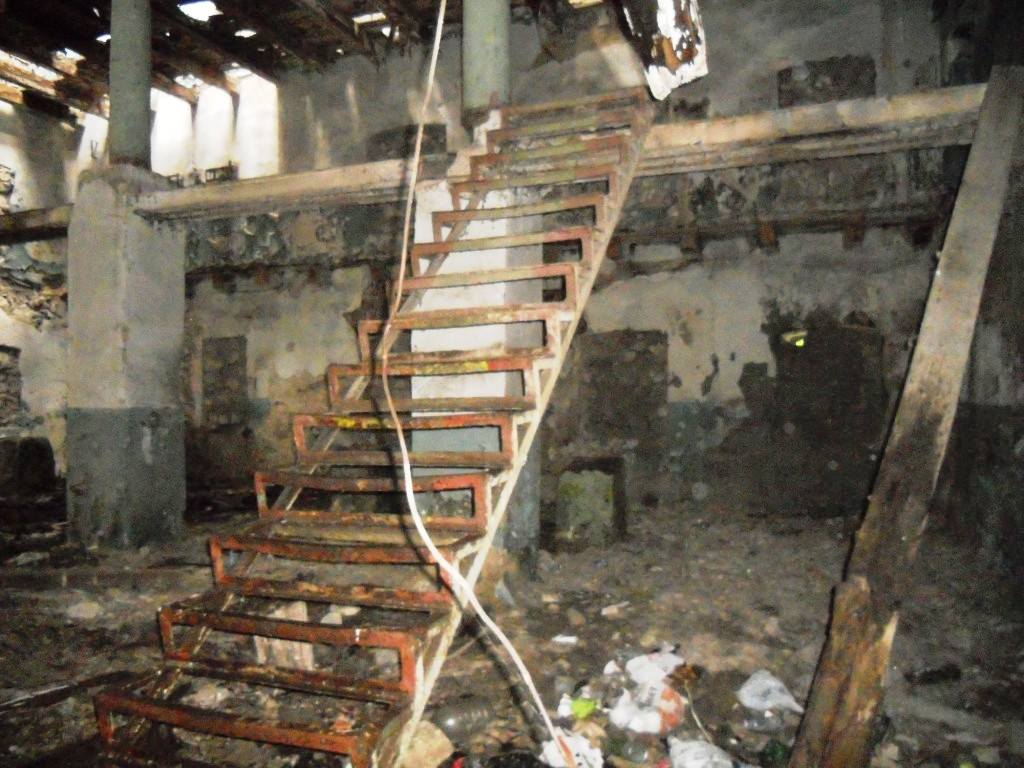
Interiorul devastat

Clădirea se află într-o stare avariată: pereții sunt jerpeliți, geamurile vechi, acoperișul accidentat, ușile legate cu lanțuri și prinse cu lacăte. Doar două mori cu abur s-au păstrat în Chișinău; a doua pe strada Pușkin.
În prezent, Moara roșie se află pe teritoriul companiei de construcții Glorinal, după ce a fost cedată acesteia de Primărie. Compania a adresat în 2010 un demers Primăriei prin care solicita examinarea posibilității demolării edificiului, întrucât acesta „prezintă pericol pentru viața și sănătatea locatarilor care domiciliază în blocurile învecinate” și s-a constatat „imposibilitatea restaurării și punerii în valoare a acesteia”. Primăria a redirecționat demersul către Ministerul Culturii, care l-a respins. Conform unor surse, clădirea figurează în bazele de date cadastrale ca teren de pământ, nu ca și construcție. Deși Primăria municipiului are obligația de a restaura monumentul, aceasta a refuzat un parteneriat public-privat de restaurare în 2014.